# 마이클 월리
마이클 웨일리(Michael Whaley, 1962년 ~ )는 미국의 배우, 각본가, 영화 제작자이다.
롱비치에서 태어났다.

## 출연 작품
- 더 이벤트 (2010년) - 에이전트 홉스 역
- Fair Game (2005)
- 포세이돈 어드벤처 (2005년)
- 프로파일러 (1996년)
- 이중 생활 (1995년)
- 클래스 엑트 (1992년)

### 텔레비전
- CSI - 마이애미 (2002년)